# The Penalty (película de 1912)
Existen otras películas con idéntico título original. (Véase The Penalty).
The Penalty es un cortometraje de 1912 ambientado en el Salvaje Oeste. Fue dirigido por Thomas H. Ince.

## Ficha técnica
- Color: Blanco y negro
- Sonido: Muda
- Negativo: Rodada en 35 mm en un formato grande 1.37:1